# Zagorodni
Zagorodni (en rus: Загородный) és un poble (un possiólok) de l'óblast d'Uliànovsk, a Rússia, que en el cens del 2010 tenia 247 habitants. Pertany al districte d'Uliànovsk.